# 高丽雯
高丽雯（Angela Gao，1991年—），原名高晓天，美籍华人。
中国大陆著名演员王姬和高峰的女儿，纽约大学社会系休学中。参加2011年纽约华裔小姐大赛获得“最上镜小姐”殊荣。2011年参与出演电影《危情营救》。2013年10月底与大陆著名影视演员邵兵同一天签约北京电视艺术中心有限公司。

## 电视作品
- 《风暴舞》，饰演Hasan
- 《扶搖》，飾演鳳淨執
- 《歸去來》，飾演Monica